# ウメオ・タウンホール

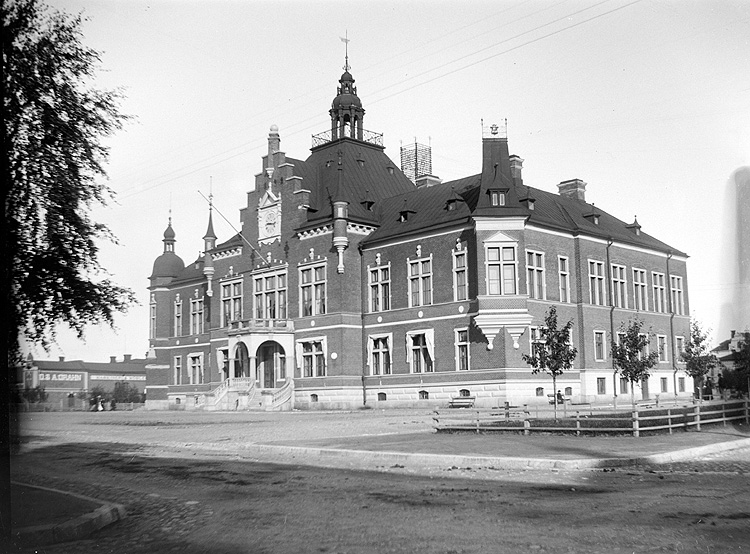
1902年のウメオ・タウンホール

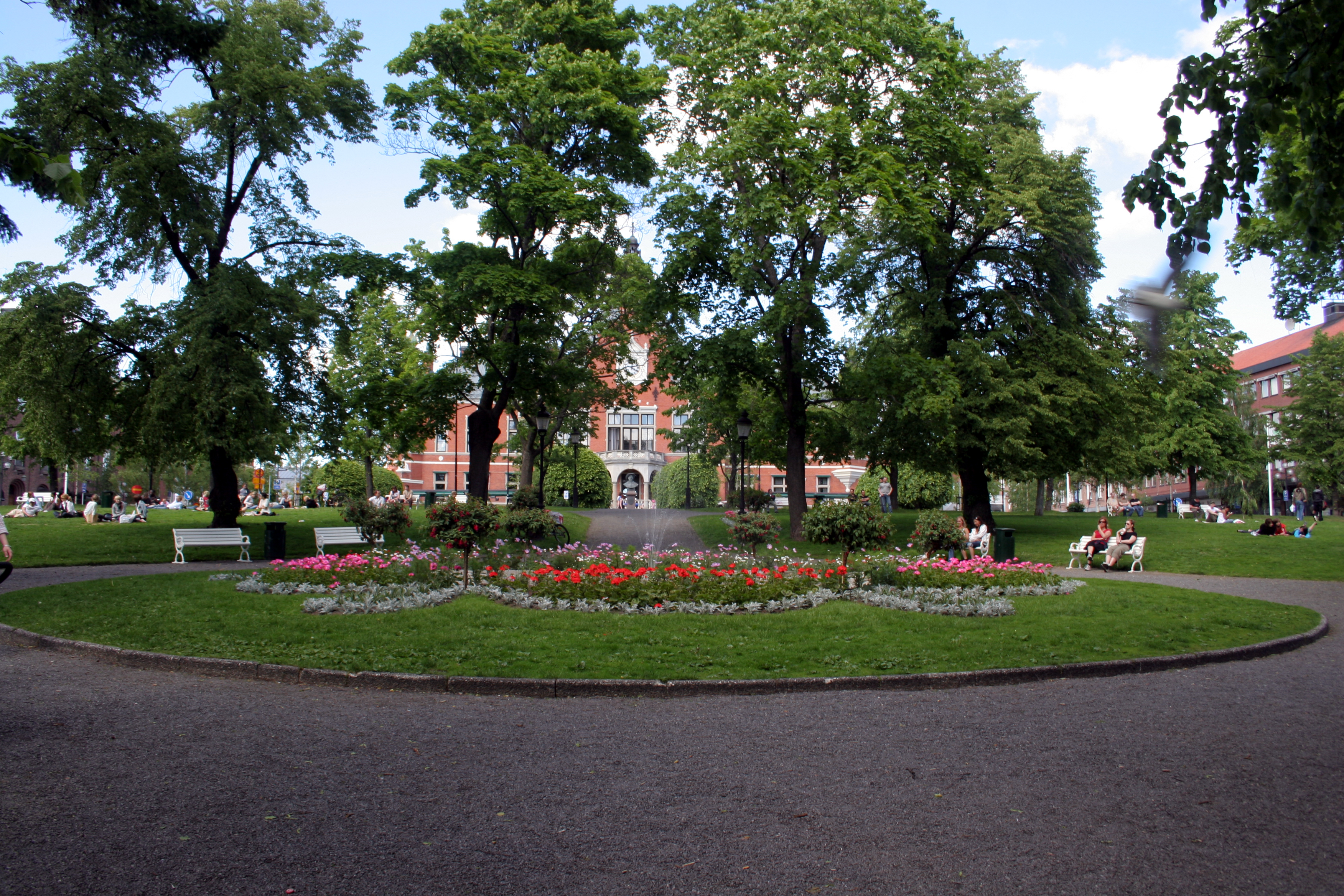
市庁舎公園（Rådhusparken）

ウメオ・タウンホールとは、スウェーデンのウメオにある旧市庁舎の建物である。最初のタウンホールは1600年代に建てられ、現存する建物は町が徹底的に燃やし尽くされた1888年の大火の後に同じ場所に建てられて、1890年に完成した 。設計者はストックホルムから来たフレデリック・オラス・リンドストローム（Fredrik Olaus Lindström）であり、リンドストロームは新都市開発計画でタウンホールを川岸のランドマークとして位置づけ、建物のファサードを当時の交通の要所だったウメ川の港に南面させた。

## 歴史

### 初代タウンホール
1600年代のウメオには公共の建物はほとんど無く、ウメオ市教会や学校、タウンホールしかなかった。当時のタウンホールは市庁舎広場（Rådhustorget）の北にあり、裁判所や市庁舎などが入居していた。当時のタウンホールは一階建てで広場に面して3つの窓があり、頂塔のついた寄棟屋根の妻側が設けられていた。

### 二代目タウンホール
大北方戦争の間、街はロシア軍によって何度も燃やし尽くされた。しかし1721年の講和条約の後で、新しいタウンホールがタウンホール広場の北端に建てられた 。新しいタウンホールには2階建ての2つの棟と時計やぼんぼん時計が付いた小さな塔があり、一階には倉庫や居酒屋、レストランや債務者監獄があった。二階は舞踏室や会議用の小さな広間があり、西棟には教育施設として使われた2つの部屋があった。

### 三代目タウンホール
1814年に新しいタウンホールがタウンホール広場の北街区に建てられた。三代目のタウンホールも2階建てだったが二代目よりも大きく、南に向いたファサードが設けられた。タウンホールを設計したのは政府の建物管理局（Överintendentsämbetet）の設計者のサムエル・エナンダー（Samuel Enander）だった。1776年に施行された王室建築基準法では公共施設は石造りと定められていたが、ウメオは適用免除されたので、タウンホールは木材で作られた。タウンホールの一階には倉庫や競売場や留置場があり、2階の東側には大ホールや休憩室、談話室や中庭があった。一方、西側は裁判権を持つ市長の議場や市の長老達の控え室として使用された。二階の部屋は一階の部屋より天井が高く、ファサードは帝政様式で、一階より豪華で大きな部屋があった。

#### 新デザイン
1800年代中半にウメオは経済的活況を呈し、公共施設の大規模な改装が行われた。タウンホールには白い羽目板が嵌められ、ファサードには6つのドーリア式の大付柱が作られた。また1880年に電信局がタウンホールに移転した。

### 現在のタウンホール
1889～1890年にウメオ市教会の設計図を書いたフレデリック・オラス・リンドストロームは、新しいタウンホールの設計も委託された。リンドストロームはオランダのネオルネッサンス建築の非相称建築に触発され、中心となる塔は高さや形が大きく変わるように設計する一方で、ファサードはまっすぐに直立した赤レンガ造りにした。表玄関や窓に囲まれた部分やその他の細部は軽砂岩を使って作られたが、幾つかの部分は鋳鉄のような安い素材を使って、油絵具を塗って色を合わせることでコストを削減した。重要施設はタウンホールの周りに配置され、タウンホールから北に向かう遊歩道が作られ、港に向かって川岸の上に公園が作られた。

#### 2つ目の正門
北部ノルランド縦断主要鉄道の建設が1890年中盤にウメオまで達した時、予期しない事態が判明した。新しい鉄道駅はタウンホールの少し北の、タウンホールの裏に作られる予定だった。しかしタウンホールの裏には玄関がないので、国王が鉄道の開通式に出席する為に鉄道で到着してもタウンホールに入る事が出来ないことが分かったのである。1896年にオスカル2世が到着する前に、現在の市庁舎広場（Rådhustorget）に向かって北側に2つ目の正門が作られた。その結果、タウンホールは２つの正門を持つ建物になった。

#### 西の切り妻の壁龕
1892年7月2日、ヴィクトル・リュードベリ（Viktor Rydberg）やゲオルク・フォン・ローゼン（Georg von Rosen）はウメオ市議会に対して彫刻家のオスカル・バーリー（Oscar Berg）を推薦する手紙を書いた。ベルクは正義の女神の像を作ることに興味を持っていた。女神像は西の切り妻の高い所の、現在は壁で囲まれている昔の警察の入り口の上に置かれる予定であり、像を置く場所も用意されていた。しかし1888年の大火の後、市議会は主に経費の問題で再建計画に女神像の設置を含めなかった。1895年にもヘルメル・オスルンド（Helmer Osslund）の兄弟のイーエリ・アスルンド（Eli Aslund）に500クローネで女神像を作らせるという提案がなされたが、経費の問題で却下された。結局、タウンホールの西の切り妻の壁龕には女神像は置かれず、現在も空のままになっている。

#### 多目的ビル
当時のタウンホールには議会や行政部門の集会場があり、建物の西側の一階は警察や留置所などの法執行部門で、二階が裁判所だった。その後西側は全体がウメオ地方裁判所となり、更にその数年後に一階が電信局や郵便局となり、地下は競売場になった。しかし1902年に公邸が建てられて、電信局と郵便局が移転した。1938年には警察署が建てられ、警察も移転した。その後ノールランズ・ドラゴン連隊のK4部隊や市役所も移転し、1994年には地方裁判所も移転した。タウンホールは殆ど空き家となり、レストランの「ヴェステルボッテン・キッチン」（Västerbotten kitchen）だけが残った。市はレストランを拡張するために改築工事を行うことにして、1995年に競争入札を実施した。その結果、レストランを路面と同じ高さにすると提案したテッド・ペローツ（Ted Preutz）の案が通った。

#### 新タウンホール
改築工事が行われて、新しいタウンホールにはレストランの「Rex」が入居し、舞踏室が設けられて、市の文化行政部門も入居した（その後移転）。新しいタウンホールはイベント会場としても利用され、1997年1月から2002年11月まで「インフォテック・タウンホール 学習と職業指導」（Infotek Rådhuset Studie- och Yrkesvägledning）が開催された。

## グスタフ2世アドルフの胸像

グスタフ・アドルフ王子による胸像の序幕

ウメオの街を作ったグスタフ2世アドルフの胸像は、ウメオの目抜き通りと（川に面した）タウンホールの南側の2つの階段の間にある。胸像はブロンズ製で、花こう岩の柱礎の上に建っている。柱礎にはモノグラムでGARS（Gustavus Adolphus Rex Sueciae）と記した金属製のプレートが付いている。像の高さは全長3メートルで、作者はオット・ストランドマン（Otto Strandman）である。胸像は1924年8月20日のヴェステルボッテン連隊の300周年祭の式典で発表された。